# 森田必勝
森田必胜（1945年7月25日—1970年11月25日）是一位日本政治活动人士。
森田必勝是家中最小的孩子，其父是个小学校长。三岁时父母双亡，森田必胜在其兄长的照料下长大，在一天主教学校接受教育。1966年，森田必胜进入早稻田大学，但对大学里的左倾组织全日本学生自治会総連合感到不满，接着便参与校园中的小规模右翼组织。1967年6月19日，森田首次见到了三岛由纪夫，1968年10月，他成了三岛组建的楯の会的创始成员。早在同年3月，森田就曾在给三岛的信中表示自己愿意为他而死。
三岛想要带领自己的社团直接參與政治，于是在1970年四月和五月联系了几名团员。这个小圈子共有四人，分别是三岛由纪夫、森田必胜、小川正洋，以及小賀正義。直到当年6月，他们才想出了明确计划。不久后，三岛前往静冈县下田市度假，并为其他人的北海道之旅付了钱。9月2日，森田和小贺在东京招募了同是楯の会成员的古賀浩靖，后者于9月9日面见三岛，听取计划细节。
原本4名楯の会成员都计划与三岛一同切腹。但三岛并不想这样，最终其中三人听从了劝阻，只有森田坚持要自杀，说“我不能让三岛君独自赴死”。于是，三岛在11月决定，只有他自己和森田会自杀。森田曾这样对其他也想自杀的成员说，“无论生死，我们都在一起，因为我们定会重逢”。但三岛知道森田还有个女友，因此依旧希望他能改变念头。1970年11月21和22日，这些人买好了补给品，森田请求古贺浩靖，若自己未能成功斩下三岛的头颅，就替自己完成使命。在接下来的两天里，这些人一直在排练。
11月25日早晨，一伙人以“友好访问”为借口驱车驶入日本陆上自卫队位于市谷的兵营。之后他们封锁了益田兼利办公室的门，把益田兼利扣为人质，並要求廢除日本国宪法。中午，三岛开始从阳台向聚集起来的部队发表演讲，但直升机的噪音盖过了他的声音。就在刚从阳台返回室内后，三岛将短刀刺入腹部，森田接着试图为他介错。他砍了三次，都未能成功，最终古贺浩靖替他斩下了三岛的头颅。据生还的政变成员说，三岛在马上就要切腹之前还曾试图劝阻森田，说“森田，你必须活下去，不能死”。（出自小贺正义的证词）尽管如此，三岛切腹后，森田还是跪倒下来并切腹了，古贺又一次充当了介错人。 
1974年10月，小贺正义、小川正洋以及古贺浩靖因服刑期间表现良好而提前获释。三人当时都是26岁。